# Баланчивадзе, Мелитон Антонович
Мелитон Антонович Баланчивадзе (груз. მელიტონ ანტონის ძე ბალანჩივაძე; 24 декабря 1862 [5 января 1863], Баноджа, Кутаисская губерния, Российская Империя — 21 ноября 1937, Кутаиси, Грузинская ССР, СССР) — грузинский композитор. Отец знаменитого хореографа Джорджа Баланчина и композитора Андрея Баланчивадзе. Народный артист Грузинской ССР (1933).

## Биография
Родился 24 декабря 1862 года (5 января 1863 года по новому стилю) в деревне Баноджа в семья священника. Учился в Кутаисском духовном училище, пел в церковном хоре, а затем в хоре Тифлисской духовной семинарии.
В 1880 году поступил в хор Тифлисского оперного театра. В этот период Баланчивадзе увлекся грузинским музыкальным фольклором и с целью его популяризации он организовал этнографический хор. Работа в хоре была связана с аранжировками народных мелодий и требовала владения композиторской техникой. 
В 1889 году поступил в Петербургскую консерваторию, где его учителями были Н. Римский-Корсаков (композиция), В. Самусь (пение), Ю. Иогансен. Занятия с Н.Римским-Корсаковым, дружба с А. Лядовым и Н. Финдейзеном помогли утвердиться в сознании грузинского музыканта собственной творческой позиции. В ее основе лежало убеждение в необходимости органической связи грузинских народных песен со средствами выражения, выкристаллизовавшимися в общеевропейской музыкальной практике. 
В 1895—1917 годы устраивал хоры с грузинской музыкой в городах России, писал статьи для «Российской музыкальной газеты» и журнала «Театр и искусство», патронировал «Грузинские вечера» в Москве и Петербурге.
В 1918 году основал в Кутаиси музыкальное училище и стал его первым директором. При его содействии открылись музыкальные школы и училища в Самтредиа, Гори, Велисцихе и пять музыкальных школ в Тифлисе. 
В 1921—1924 годы — заведующий музыкальным отделом Наркомпроса Грузинской ССР.  
Мелитон Баланчивадзе всю творческую жизнь собирал грузинские народные песни, был организатором и руководителем грузинских этнографических хоров и первым из грузинских композиторов начал выступать с сольными, ансамблевыми, хоровыми и оркестровыми обработками песенного фольклора. 
Один из создателей национальной оперы, автор первой грузинской оперы «Дареджан Коварная» по поэме А. Церетели «Тамара Коварная» (1897). Первая редакция оперы была создана при участии Николая Черепнина, вторая — сына Андрея Баланчивадзе. После смерти Баланчивадзе это произведение многие годы находилось в репертуаре Тбилисского государственного театра оперы и балета имени З.П.Палиашвили; выпускались грампластинки с отдельными номерами из оперы.
С 1923 года жил в д. 4 по улице Георгия Ахвледиани (мемориальная доска)
Умер 21 ноября 1937 в Кутаиси. Похоронен в городе Кутаиси в пантеоне на Мцванеквавила.

## Семья
Мелитон Баланчивадзе был женат дважды. От первого брака с Гаянэ Эристави у него было двое детей — дочь Нино и сын Аполлон, полковник в белогвардейских войсках, участвовал в Первом кубанском походе 1918 года. Стал диаконом, жил в Советской Грузии.
Во второй раз (в 1898 году) Мелитон Антонович женился на Марии Николаевне Васильевой (род. 1874), уроженке Санкт-Петербурга, русской с немецкими корнями (внебрачная дочь барона Николаса фон Альмендингена). У пары было трое детей:
- Тамара Баланчивадзе (1902—1943), художница. В 1929 году окончила Тбилисскую государственную академию искусств, сотрудничала с театром Марджанишвили, в Ленинграде работала театральным художником в театре кукол под руководством Сергея Образцова. Погибла, эвакуируясь из блокадного Ленинграда[10][11][12];
- Джордж Баланчин (1904—1983), эмигрировал в США, стал влиятельным балетмейстером и основоположником американского балета;
- Андрей Баланчивадзе (1906—1992), народный артист СССР, стал ведущим композитором в Советской Грузии.

## Награды
- орден Трудового Красного Знамени (14.01.1937) — за выдающиеся заслуги в деле развития грузинского оперного искусства, грузинской музыки, песен и танцев
- Народный артист Грузинской ССР (1933).

## Известные адреса
Санкт-Петербург. Басков переулок, дом 23; Суворовский проспект, 47.
Дача семьи Баланчивадзе в Лоунатйоки (дачная колония«Леовилла») .
Тбилиси. Улица Георгия Ахвледиани